# Zoltán Kuli
Dans le nom hongrois Kuli Zoltán, le nom de famille précède le prénom, mais cet article utilise l’ordre habituel en français Zoltán Kuli, où le prénom précède le nom.
Zoltán Kuli (né en 1977) est un astronome hongrois.
Le Centre des planètes mineures le crédite de la découverte de cent-soixante-quatre astéroïdes, effectuées entre 2005 et 2011, dont la majorité avec la collaboration de Krisztián Sárneczky.
L'astéroïde (257211) Kulizoli a été nommé en son honneur.
| (175437) Zsivótzky     | 21 août 2006      |
| (178156) Borbála       | 17 octobre 2006   |
| (187125) Marxgyörgy    | 31 août 2005      |
| (290129) Rátzlászló    | 31 août 2005      |
| (318694) Keszthelyi    | 29 août 2005      |
| (405571) Erdőspál      | 31 août 2005      |
| (423433) Harsányi      | 29 août 2005      |
| (469773) Kitaibel      | 30 août 2005      |
| (544325) Péczbéla      | 4 décembre 2010   |
| (546275) Kozák         | 30 octobre 2010   |
| (546471) Szipál        | 1er novembre 2010 |
| (546515) Almásy        | 31 octobre 2010   |
| (547398) Turánpál      | 3 septembre 2010  |
| (562979) Barabásmiklós | 3 septembre 2010  |
| (566631) Svábhegy      | 1er novembre 2010 |
| (574546) Kondorgusztáv | 6 septembre 2010  |
| (579513) Saselemér     | 1er novembre 2010 |
| (591964) Jakucs        | 7 septembre 2010  |